# 521-ша піхотна дивізія (Третій Рейх)
521-ша піхотна дивізія (Третій Рейх) (нім. 521. Infanterie-Division) — піхотна дивізія Вермахту, що входила до складу німецьких сухопутних військ у роки Другої світової війни.

## Історія з'єднання
Штаб дивізії 521-ї піхотної дивізії було створено 15 жовтня 1939 року шляхом перейменування 15-го командування прикордонної охорони у Клагенфурті, що не передбачало жодних змін у чисельності, складі, звітності та використанні вищезгаданих формувань.
До дивізії були сформовані 51-й та 61-й полки прикордонної охорони по три батальйони кожний. 18 березня 1940 року дивізію переформували в 395-ту піхотну дивізію.

## Командування

### Командири
- генерал-лейтенант Вольф Шеде (15 листопада 1939 — 7 січня 1940)
- генерал-майор Ганс Штангель (7 січня — 18 березня 1940)

### Склад
| 1939                           |
| ------------------------------ |
| 51-й полк прикордонної охорони |
| 61-й полк прикордонної охорони |